# Cantone di Maillezais
Il Cantone di Maillezais era una divisione amministrativa dell'arrondissement di Fontenay-le-Comte.
È stato soppresso a seguito della riforma complessiva dei cantoni del 2014, che è entrata in vigore con le elezioni dipartimentali del 2015.
Comprendeva i comuni di:
- Benet
- Bouillé-Courdault
- Damvix
- Doix
- Liez
- Maillé
- Maillezais
- Le Mazeau
- Saint-Pierre-le-Vieux
- Saint-Sigismond
- Vix